# 8600 Arundinaceus
A 8600 Arundinaceus (ideiglenes jelöléssel 3060 T-2) a Naprendszer kisbolygóövében található aszteroida. Cornelis Johannes van Houten, Ingrid van Houten-Groeneveld és Tom Gehrels fedezte fel 1973. szeptember 30-án.